# Cataprosopus
Cataprosopus é um gênero de mariposa pertencente à família Crambidae.